# Golgotha
Golgotha är det amerikanska heavy metal-bandet W.A.S.P.:s femtonde studioalbum, utgivet den 9 oktober 2015. Trummisen Mike Dupke lämnade bandet kort före albumets release.

## Låtlista
| Nr           | Titel                         | Längd |
| ------------ | ----------------------------- | ----- |
| 1.           | Scream                        | 4:55  |
| 2.           | Last Runaway                  | 5:20  |
| 3.           | Shotgun                       | 6:08  |
| 4.           | Miss You                      | 7:42  |
| 5.           | Fallen Under                  | 4:57  |
| 6.           | Slaves of the New World Order | 7:45  |
| 7.           | Eyes of My Maker              | 5:01  |
| 8.           | Hero of the World             | 4:52  |
| 9.           | Golgotha                      | 7:37  |
| Total längd: | Total längd:                  | 55:00 |

Bonusspår på den japanska utgåvan
| Nr  | Titel                 | Längd |
| --- | --------------------- | ----- |
| 10. | Shotgun (Alternative) | 5:02  |

## Musiker
- Blackie Lawless – sång, gitarr, keyboard
- Doug Blair – sologitarr, bakgrundssång
- Mike Duda – elbas
- Mike Dupke – trummor